# Morsbach (Inn)
Der Morsbach ist ein kleiner Bach in Kufstein. Er entspringt östlich des Pfrillsees unterhalb der Marblinger Höhe und mündet im Kufsteiner Stadtteil Zell in den Inn. Er ist der letzte linke Zufluss des Inns auf österreichischer Seite.
Im Jahr 2005 ging der Bach durch die starken Regenfälle im Juli und August zwei Mal über, richtete jedoch keinen großen Schaden an. Trotzdem wurde der Pfrillsee-Abfluss 2006 neu geregelt und der Morsbach verbaut um zukünftig solche Situationen zu verhindern. Die ÖBB bauten 2008 ebenfalls die Mündung in den Inn um, welche sich unter bzw. direkt neben den Bahngleisen befindet.